# حرنیت
| D2 | R25 |

| D2 | R25 |

حرنیت (به انگلیسی: Herneith) ملکه همسر مصر باستان در دوران حکومت دودمان نخست مصر بود. نام او به معنای «چهرهٔ نیت» است.

## شواهد
در مقبرهٔ حرنیت در سقاره، نام او بر روی یک گلدان آسیب‌دیده دیده می‌شود، در حالی که در ابیدوس این نام همراه با نام دجر نوشته شده است. با این حال، تفسیر این‌که نام‌های آن دو کنار هم آمده‌اند، همچنان بحث‌برانگیز باقی مانده و حتی قطعی نیست که «حرنیت» واقعاً به یک زن اشاره داشته باشد و بنابراین لزومی ندارد که حتماً ملکه بوده باشد.

## زندگی‌نامه
در مورد حرنیت اطلاعات زیادی در دسترس نیست و والدین او شناخته نشده‌اند. به‌طور معمول، او را ملکهٔ دجر می‌دانند، اما مدرک قاطعی برای اثبات این ادعا وجود ندارد. تیلدسلی پیشنهاد می‌کند که حرنیت ممکن است مادر فرعون دن بوده باشد، اما معمولاً تصور می‌شود که مریت‌نیت مادر او بوده است.
گرایتسکی اشاره می‌کند که با وجود این که حرنیت از طریق مقبره‌اش در سقاره شناخته شده و نام او همراه با علائمی که ممکن است به نقش او به عنوان ملکه اشاره داشته باشد، به‌طور قطع تفسیر این اطلاعات دشوار بوده است. اگر این تفسیرها درست باشند، ممکن است حرنیت عنوان‌های «اولین» و «همسر دو سرور» را داشته باشد.
یک مقبره بزرگ در سقاره (مقبره اس۳۵۰۷) احتمالاً متعلق به حرنیت است. نوشته‌هایی که بر روی گلدان‌های موجود در مقبره پیدا شده، نام‌های شاه دجر، فرعون دن و شاه قاعا را ذکر کرده‌اند. این مقبره یک مصطبه آجری است، با این حال، یک تپه شبیه به هرم در داخل سازه پیدا شده که با آجر پوشانده شده است. این ترکیب از مصطبه و گورتپه، نشان‌دهنده ترکیبی از معماری قبرهای شمالی (مصطبه) و جنوبی (گورتپه) است.